# Herpomycetaceae
Herpomycetaceae is een botanische naam voor een familie van schimmelssen behorend tot de orde Herpomycetales. Het is een familie van schimmels in de orde Herpomycetales. Soorten hebben een wijdverbreide verspreiding en zijn ectoparasitair of epibiotisch op kakkerlakken (familie Blattidae). Het typegeslacht is Herpomyces hetgeen ook het enige geslacht is.